# 猩猩屬
猩猩属，也叫人猿、红猩猩或紅毛猩猩，是靈長目人科的一属，其英文俗名源于馬來語和印尼語的orang utan，意为“森林中的人”。红猩猩起源于巽他古陆的热带雨林，尽管在更新世时期活动范围遍及整个东南亚和中国南部，但如今仅分布于印度尼西亚和马来西亚的婆罗洲和苏门答腊部份区域。过去人们认为猩猩属下面只有一个物种，但1996年其被分为两个物种——苏门答腊猩猩和婆罗洲猩猩。而在2017年，科学家亦定义了第三个猩猩物种打巴奴里猩猩。猩猩属是猩猩亚科中仅存的一属，与其他人科（人、大猩猩、黑猩猩和倭黑猩猩）的共同祖先分离时间大约在1930～1570万年前。
红猩猩是所有大型猿猴中最擅长树栖的，它们的大部分时间都在树上度过，主要以果类为食，但有时也食用草本、树皮、蜂蜜、昆虫、鸟类等。红猩猩的前肢较长，后肢较短，全身覆盖红棕色毛发，是高度两性异形的物种，成年雄性体重约75（165磅），雌性则为37（82磅）。在领地中占支配地位的雄性红猩猩会发展出独特的宽脸颊，并使用长呼号吸引雌性猩猩或威吓竞争者；从属地位的年轻雄猩猩的外观则与雌性猩猩更为相似。红猩猩通常情况下寿命可达30岁，偏好独居，社交关系仅限于母亲和子女。
红猩猩的智力程度极高，能使用多种工具、采集树枝和树叶用于建造复杂的巢穴。科学家广泛的研究了猩猩的学习能力。发现不同族群的红猩猩或许有不同的文化。自18世纪以来，红猩猩的形象出现在许多文学和艺术作品中，尤其是关于社会评论的作品。灵长类学家碧露蒂·高蒂卡絲开创了对红猩猩的研究。人们自19世纪开始圈养猩猩。
红猩猩的三个物种均处于濒危状态，人类活动导致了它们的种群数量下降和栖息范围缩小。红猩猩面临的威胁主要有：偷猎过捕（用于制作丛林肉，或为报复对农田的破坏）、栖息地破坏、森林砍伐（伐木或扩建棕榈油种植园）以及非法宠物交易。有一些动物保护组织致力于野生红猩猩的保育和栖息地修复。

## 分类与演化
猩猩属是猩猩亚科中仅存的一属，共有三个物种，分别为婆羅洲猩猩、蘇門達臘猩猩，以及新發現的打巴奴里猩猩。早前曾被分类为猩猩亚科的大猩猩（Gorilla）、黑猩猩（Pan troglodytes）以及倭黑猩猩（Pan paniscus）等因为在亲缘上与人类更接近，而被重新分类到人亚科之中。
最早对猩猩作出科学描述的是瑞典博物学家卡尔·林奈，他在《自然系统》中为猩猩创造了学名Homo troglodytes。:20林奈的学生克里斯蒂安·伊曼纽尔·霍普（Christian Emmanuel Hopp）在1760年将其重命名为Simia pygmaeus。而后在1799年，法国博物学家拉塞佩德创造了现用的学名Pongo。:24-251827年，法国博物学家勒内-普里梅韦勒·莱松首次对苏门答腊猩猩作出科学描述。在1996年发表的分子证据基础上,:53，科学家在2001年确认苏门答腊猩猩为一个完整的物种，并将先前生活在婆罗洲的三个苏门答腊猩猩族群提升为亚种（ P. p. pygmaeus、P. p. morio 和 P. p. wurmbii）。2017年，科学家确认了猩猩属的第三个物种，生活在苏门答腊北部多巴湖附近的打巴奴里猩猩。并且令人惊奇的是，相比生活在同一岛屿的苏门答腊猩猩，这个新物种与婆罗洲猩猩的亲缘关系更近。

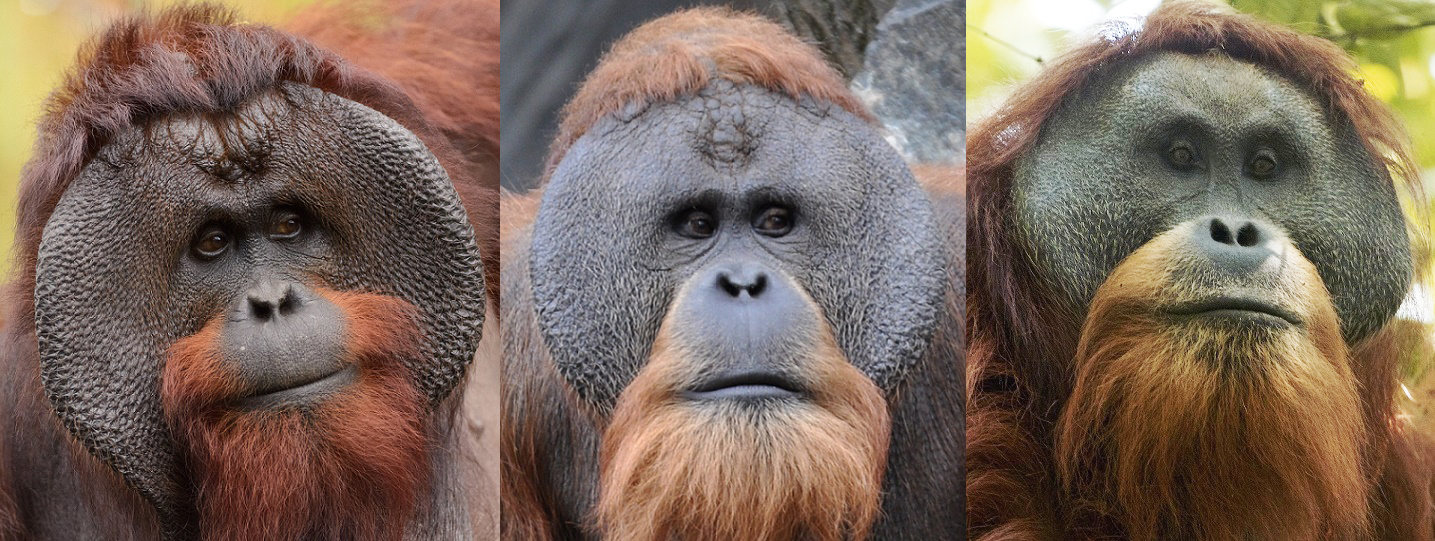
从左到右：婆罗洲猩猩，苏门答腊猩猩和打巴奴里猩猩

### 演化谱系
2011年，继人类与黑猩猩之后，科学家完成了对苏门答腊猩猩的基因测序。随后，婆罗洲猩猩的基因组也测序完成。尽管栖息于婆罗洲的猩猩数量要远多于苏门答腊（大约多6到7倍），但测序结果发现，婆罗洲猩猩的基因多样性低于苏门答腊猩猩。科学家希望可以借助这些研究促进对这个濒危物种的保育，并增进对人类遗传疾病的理解。与大猩猩和黑猩猩类似，猩猩也有48条（24对）染色体，相比之下人类只有46条染色体。:30
根据分子层面的演化证据，最先从猿类家族分离的是长臂猿，时间大约在2,410到1,970万年前，猩猩大约在1,930到1,570万年前分离。Israfil 与同事通过对线粒体、X染色体和Y染色体的分析得出，苏门答腊猩猩和婆罗门猩猩的分离时间大约在490到290万年前。不过，2011年一项基于基因证据的研究提出，这两个物种的分离时间距今40万年，远比先前的估计更晚。此外，这项研究还发现，猩猩的DNA演化速率要比人类和黑猩猩低很多。2017年的一项基因研究发现，苏门答腊猩猩与另外两个亚种的差异约为340万年，这两个亚种彼此之间的差异约为240万年。在最近的一次冰期时海平面更低，苏门答腊与婆罗洲之间有陆地相连，两处猩猩可以互相交流。目前打巴奴里猩猩的分布范围大致在它们的祖先从亚洲大陆进入印度尼西亚的区域附近。
|  | \| \| 人屬 (genus Homo) \| \| \| \| \| \| 黑猩猩 (genus Pan) \| \| \| \| |
|  |                                                                          |
|  | 大猩猩 (genus Gorilla)                                                   |
|  |                                                                          |
|  | 人屬 (genus Homo)                                                        |
|  |                                                                          |
|  | 黑猩猩 (genus Pan)                                                       |
|  |                                                                          |

|  | 人屬 (genus Homo)  |
|  |                    |
|  | 黑猩猩 (genus Pan) |
|  |                    |

|  | \| \| 人屬 (genus Homo) \| \| \| \| \| \| 黑猩猩 (genus Pan) \| \| \| \| |
|  |                                                                          |
|  | 大猩猩 (genus Gorilla)                                                   |
|  |                                                                          |
|  | 人屬 (genus Homo)                                                        |
|  |                                                                          |
|  | 黑猩猩 (genus Pan)                                                       |
|  |                                                                          |

|  | 人屬 (genus Homo)  |
|  |                    |
|  | 黑猩猩 (genus Pan) |
|  |                    |

|  | \| \| 人屬 (genus Homo) \| \| \| \| \| \| 黑猩猩 (genus Pan) \| \| \| \| |
|  |                                                                          |
|  | 大猩猩 (genus Gorilla)                                                   |
|  |                                                                          |
|  | 人屬 (genus Homo)                                                        |
|  |                                                                          |
|  | 黑猩猩 (genus Pan)                                                       |
|  |                                                                          |

|  | 人屬 (genus Homo)  |
|  |                    |
|  | 黑猩猩 (genus Pan) |
|  |                    |

|  | \| \| 人屬 (genus Homo) \| \| \| \| \| \| 黑猩猩 (genus Pan) \| \| \| \| |
|  |                                                                          |
|  | 大猩猩 (genus Gorilla)                                                   |
|  |                                                                          |
|  | 人屬 (genus Homo)                                                        |
|  |                                                                          |
|  | 黑猩猩 (genus Pan)                                                       |
|  |                                                                          |

|  | 人屬 (genus Homo)  |
|  |                    |
|  | 黑猩猩 (genus Pan) |
|  |                    |

|  | \| \| 人屬 (genus Homo) \| \| \| \| \| \| 黑猩猩 (genus Pan) \| \| \| \| |
|  |                                                                          |
|  | 大猩猩 (genus Gorilla)                                                   |
|  |                                                                          |
|  | 人屬 (genus Homo)                                                        |
|  |                                                                          |
|  | 黑猩猩 (genus Pan)                                                       |
|  |                                                                          |

|  | 人屬 (genus Homo)  |
|  |                    |
|  | 黑猩猩 (genus Pan) |
|  |                    |

|  | \| \| 人屬 (genus Homo) \| \| \| \| \| \| 黑猩猩 (genus Pan) \| \| \| \| |
|  |                                                                          |
|  | 大猩猩 (genus Gorilla)                                                   |
|  |                                                                          |
|  | 人屬 (genus Homo)                                                        |
|  |                                                                          |
|  | 黑猩猩 (genus Pan)                                                       |
|  |                                                                          |

|  | 人屬 (genus Homo)  |
|  |                    |
|  | 黑猩猩 (genus Pan) |
|  |                    |

|  | \| \| 人屬 (genus Homo) \| \| \| \| \| \| 黑猩猩 (genus Pan) \| \| \| \| |
|  |                                                                          |
|  | 大猩猩 (genus Gorilla)                                                   |
|  |                                                                          |
|  | 人屬 (genus Homo)                                                        |
|  |                                                                          |
|  | 黑猩猩 (genus Pan)                                                       |
|  |                                                                          |

|  | 人屬 (genus Homo)  |
|  |                    |
|  | 黑猩猩 (genus Pan) |
|  |                    |

|  | \| \| 人屬 (genus Homo) \| \| \| \| \| \| 黑猩猩 (genus Pan) \| \| \| \| |
|  |                                                                          |
|  | 大猩猩 (genus Gorilla)                                                   |
|  |                                                                          |
|  | 人屬 (genus Homo)                                                        |
|  |                                                                          |
|  | 黑猩猩 (genus Pan)                                                       |
|  |                                                                          |

|  | 人屬 (genus Homo)  |
|  |                    |
|  | 黑猩猩 (genus Pan) |
|  |                    |

### 化石记录

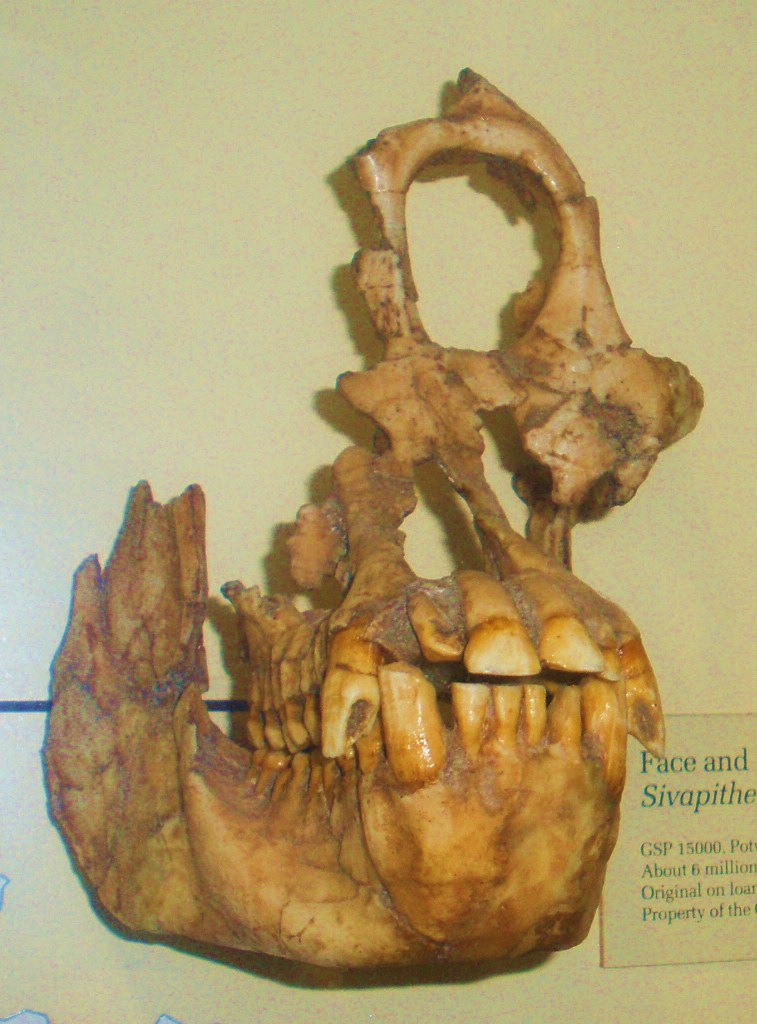
Sivapithecus sivalensis，一种已灭绝的猩猩近亲的头骨化石

苏门答腊猩猩、婆罗洲猩猩和打巴奴里猩猩是猩猩亚科中仅存三个成员。这个亚科还包含已灭绝的禄丰古猿（Lufengpithecus），800-200万年前生活在现今中国南部与泰国；印度古猿（Indopithecus），920-860万年前生活在现今印度；西瓦古猿（Sivapithecus），1250-850万年前生活在现今印度和巴基斯坦。以上三个物种似乎偏向于生活在更加干燥凉爽的地区，这与如今猩猩的生活喜好相反。Khoratpithecus 似乎是现代猩猩的最近祖先，它于500-700万年前生活在如今的泰国区域。已知的最大型猿类——巨猿（Gigantopithecus）也是猩猩的近亲，它们于200-30万年前生活在如今的中国地区。
已知最古老的猩猩属化石记录来中国崇左市的更新世早期样本，它由已灭绝的魏氏猩猩（P. weidenreichi）的牙齿组成。越南也发现有与巨猿同一时期的更新世猩猩属化石，不过样本也仅包含牙齿。越南还发现了一些被归类为越南猩猩（P. hooijeri）的化石，在东南亚的几处地方也发现了一些亚种化石。目前还不清楚这些化石是否属于婆罗洲猩猩（P. pygmaeus）或苏门答腊猩猩（P. abelii），或者是全新的未知物种。在更新世时期，猩猩的活动范围比现在更加广泛，从中国南部、东南亚到巽他古陆都有它们的踪迹。马来西亚半岛已发现的最早期猩猩化石可追溯到6万年前。更新世末期，猩猩的分布范围已急剧缩小，原因可能是冰川的延展导致了森林减少，从而造成猩猩栖息地减少。在柬埔寨和越南，猩猩可能活到了全新世。

## 特征

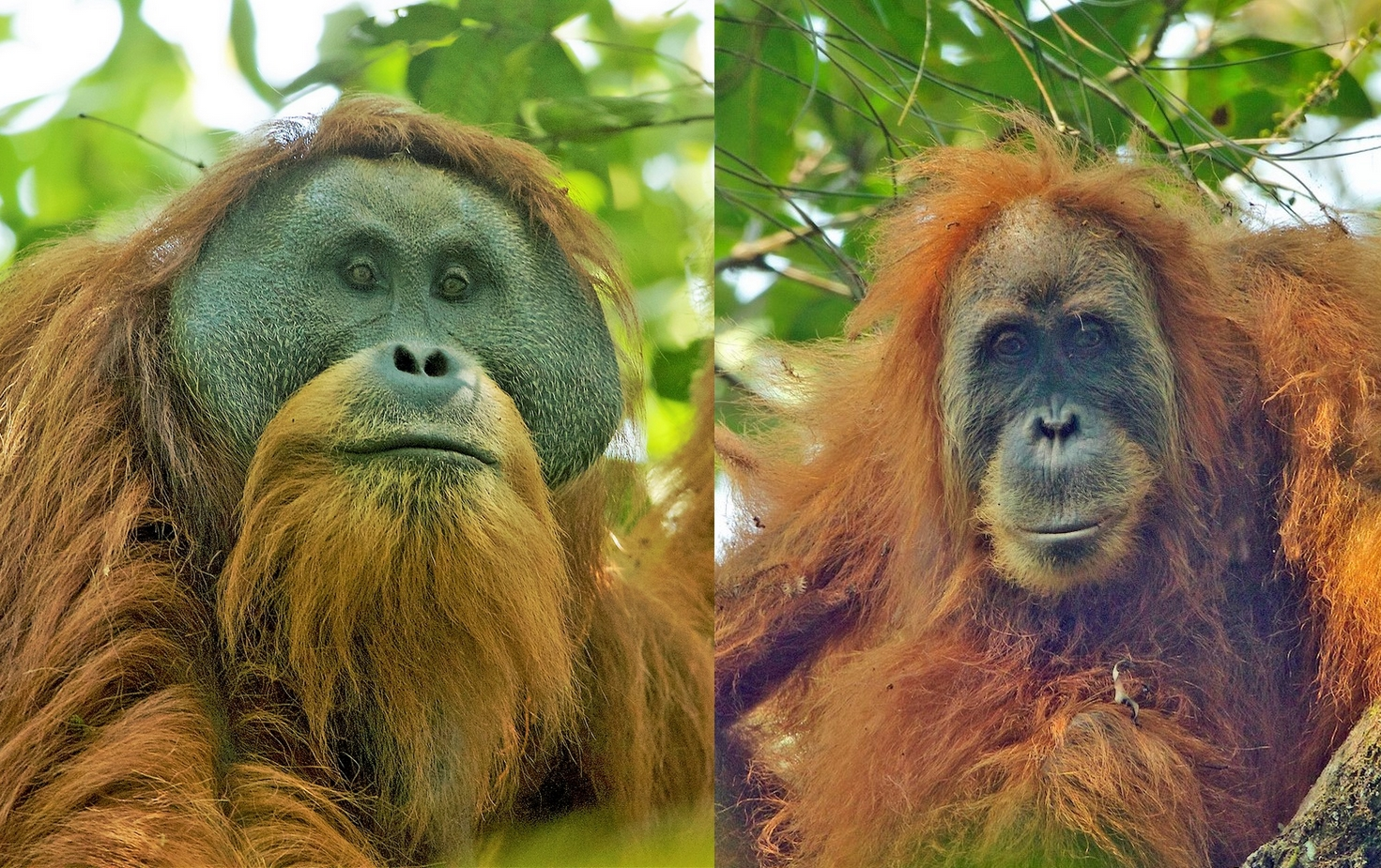
雄性（左）与雌性（右）猩猩的外观有很大差别，图为塔巴努里猩猩

猩猩的外观有明显的雌雄分别：成年雌猩猩身高大约为115厘米，体重约为37千克，而成年雄猩猩（发育成熟）身高约为137厘米，体重约为75千克。他们的臂长相对于身体比例要远远高于人类，雄猩猩的臂展可达2米，而他们的腿长要更短。猩猩全身大部分都覆盖着长长的红色毛发，不同个体之间红色深浅略有差别，从浅橙色到深巧克力色不等。他们的皮肤是黑褐色的。尽管猩猩脸部基本上光秃秃的，但雄猩猩可以长出一些发毛，外观类似胡须。

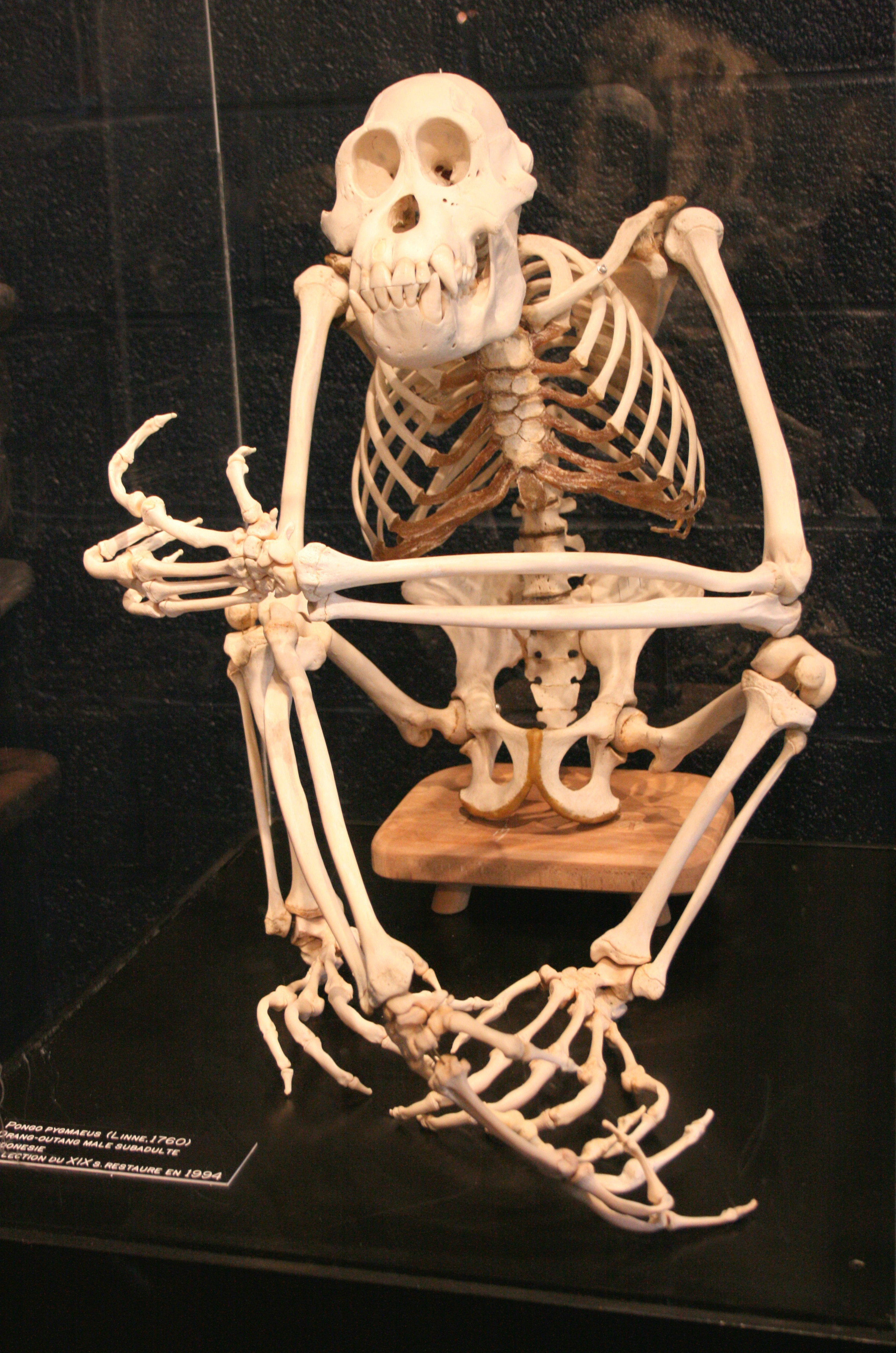
打巴奴里猩猩的骨架

猩猩的耳朵和鼻子较小，他们的耳朵是无裂（unlobed）的。猩猩的平均脑容量为397立方厘米，脑壳相对脸部略高，因此显得有些凸起。与大猩猩和黑猩猩相比，猩猩的眉骨没有那么明显。成年雌猩猩和年幼猩猩脸部较窄，而成年雄猩猩则有着明显的矢状嵴和一个巨大的脸盘，这种特征可以向领地内的其它雄性宣示自己的权威。雄猩猩的大脸盘基本上由脂肪组织构成，它由肌肉支撑。成熟的雄性个体也会发育出大喉结和长犬牙。
猩猩的手掌有四根较长的手指以及一根明显要短很多的拇指，这根拇指可以帮助他们在树林间快速攀爬时有力的抓握树枝。手指在静止状态下自然弯曲，形成类似勾爪的形状。猩猩可以用长手指尖部与手掌配合来牢固地抓住直径较小的物体。他们的脚掌也由四根长脚趾与一根短脚趾组成，这使得猩猩的手脚都可用于强力抓握。由于它们的髋关节具有与肩关节和手臂关节相同的灵活性，猩猩进行腿部运动时受到的限制比人类要少。
猩猩可以垂直攀爬，也可以在树林间随意穿行。与其他大型猿类相比，他们更少下到地面活动。相比大猩猩和黑猩猩，猩猩并不使用指关节行走，相反，他们在行走时会收起手指脚趾。
相比婆罗洲猩猩，苏门答腊猩猩有着更厚的面颊，更长的毛发以及更长的脸部。打巴奴里猩猩在体型和毛色上与苏门答腊猩猩相似，他们有卷曲的毛发，较小的头部以及比其他猩猩亚种更宽、更平的面部。

## 分布
婆羅洲猩猩与蘇門達臘猩猩分别分布于馬來西亞和印尼的婆羅洲以及印尼的蘇門達臘。它们大多栖息在热带雨林地区的树上，尤其是在靠近河流的区域，例如泥炭沼泽森林。干燥、不常受到洪水冲击的森林则较少有猩猩居住。猩猩的种群密度也随海拔升高而降低。猩猩偶尔会进入草原、农田、花园、新形成的次森林以及比较浅的湖泊。

## 习性
在一天中大多数时间里，猩猩都在觅食、筑巢和远行。早晨，他们会花2到3小时寻找食物，中午的时候休息，然后到了傍晚开始远行。当夜幕降临，猩猩会休整巢穴，以度过一个安稳的夜晚。猩猩的潜在捕食者包含老虎、云豹和野狗。因为婆罗洲没有老虎活动，所以相比他们在苏门答腊的近亲，婆罗洲猩猩更常在地面活动。猩猩身上最常见的寄生虫是粪小杆线虫和大肠纤毛虫。猩猩会利用龙血树来作为消炎药。

### 饮食习惯

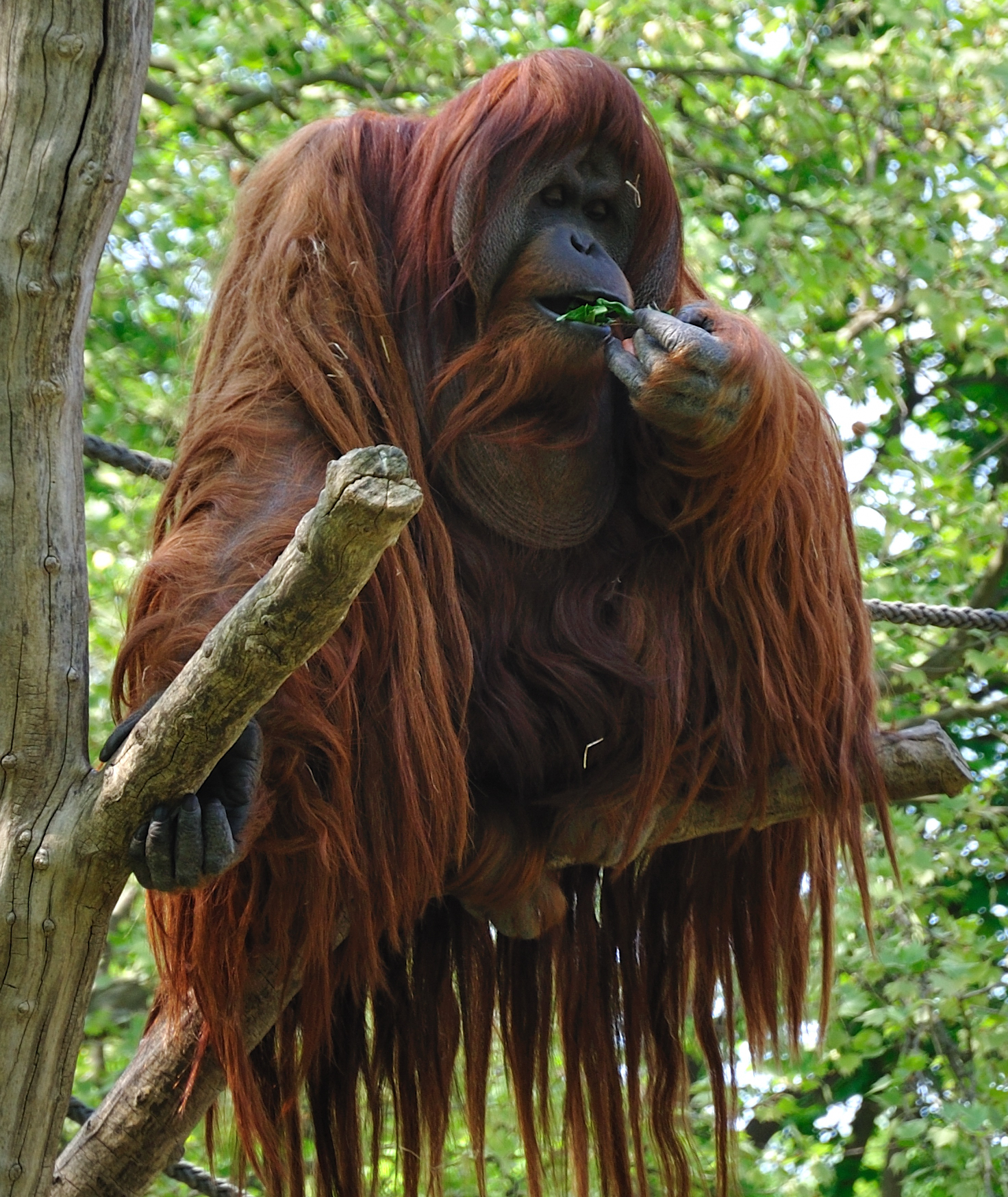
水果是猩猩的主要食物来源，但它们偶尔也会吃树叶

猩猩的主要食物是水果，在57-80%的觅食时间里，他们都是在寻找水果。即使是在稀缺时期，水果仍能占到他们食物的16%以上。猩猩喜爱有柔软果肉，有假种皮或者被种壁包裹的水果，他们也喜欢吃树上结出的大种子。无花果同时符合这些特征，所以它尤其受到猩猩们的喜爱。猩猩被认为是某些植物（例如一种含有毒性生物碱士的宁的藤蔓植物Strychnos ignatii）唯一的果实散播者。
猩猩偶尔也食用树叶，这占用了他们大约25%的觅食时间。当水果稀缺时，食物中树叶的占比就会增加，而当水果充足的时候，他们就比较少食用树叶了，大约只会为其留出11-20%的觅食时间。当水果稀缺时，糖棕的叶和茎似乎也是猩猩食物来源的一个重要补充。他们的其它食物还包括树皮、蜂蜜、鸟蛋、昆虫和一些小型脊椎动物（例如懒猴）。
在某些区域，猩猩偶尔会吃土，他们会食用土壤和地面上的其它一些的物质。人们也观察到猩猩会到悬崖和石壁处舔舐岩石，以获取一些矿物质。他们食用的土壤中似乎含有高浓度的高岭土，它可以中和日常饮食中酚酸和单宁的毒性。

### 社交活动

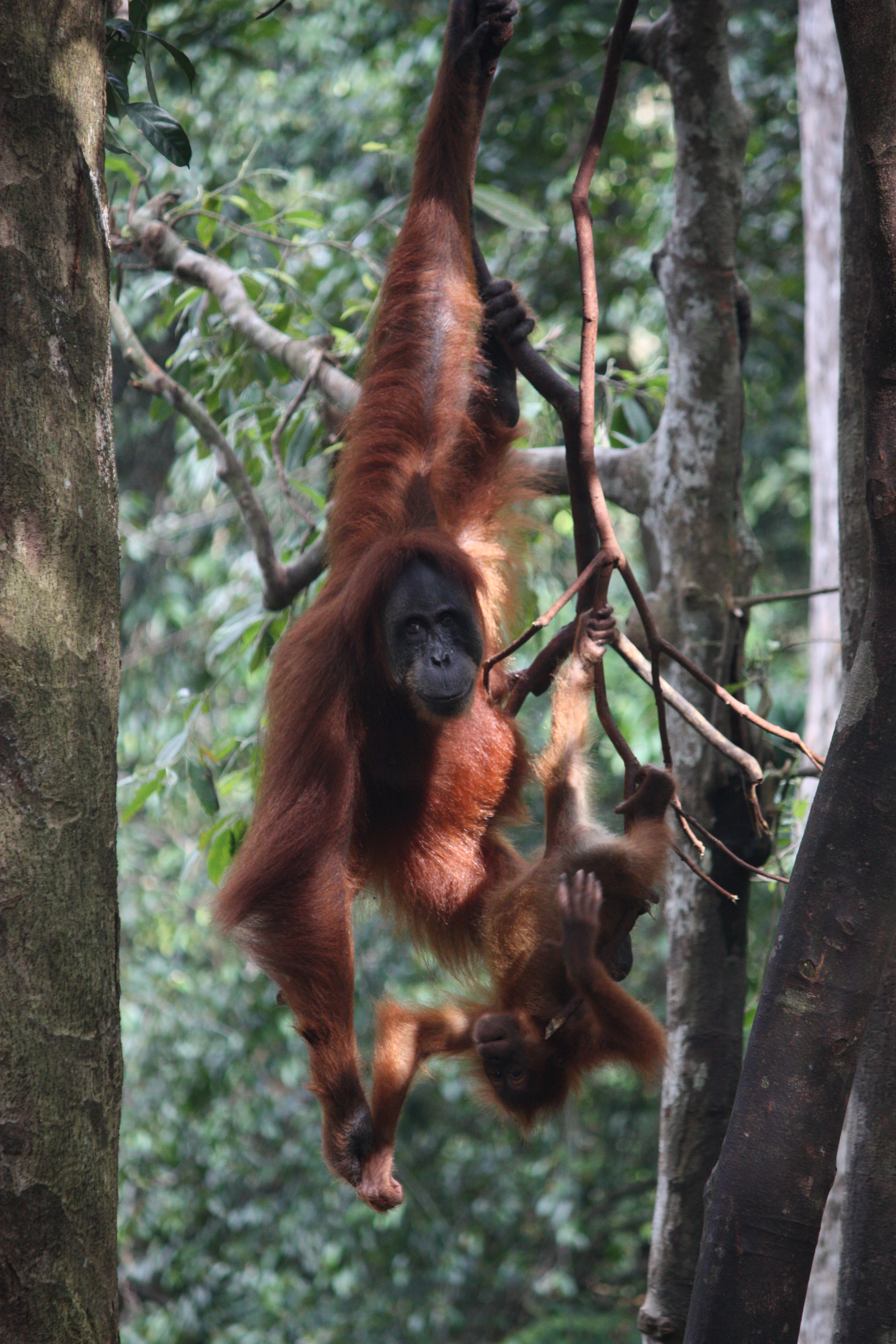
猩猩母亲带着她的孩子

猩猩是独居动物，但他们也不缺乏社交活动。相比其他大型猿猴，猩猩的生活方式更加独立，而其中婆罗洲猩猩又比苏门答腊猩猩更独立。大部分社会关系发生在成年雌性猩猩和她们抚养的后代之间。如果雌性猩猩和其它成年雌猩猩的生活范围有重叠，她们之间可能有直系血缘关系；如果她们与雄性猩猩的活动范围有重叠，那么他们可能是交配伴侣的关系。成年雌猩猩之间的相遇可能有不同的反应，或许友好，或许刻意避免，或许也会发生敌对行为。成年雄猩猩之间的活动范围可以有很大的重叠，但他们的相遇仍是非常罕见的，并且往往会发展成冲突。未成年雄猩猩会与成年雄猩猩保持一定距离。
到11岁时，猩猩离开母亲，并开始确定属于自己的领地范围。雌性猩猩倾向于居住在她们母亲附近，而雄性猩猩则分散的更远，但他们仍会将自己童年时生活的范围包括在自然活动范围内。刚开始独自生活的猩猩会经历一个短暂的时期，直到它们有能力挑战并取代本区域原来的领主猩猩。无论是暂居者还是领地占有者都需要一大片果树来满足食物需求。一般情况下食物都是充足的，所以竞争比较少见，猩猩个体之间也会进行一些社交上的互动。猩猩有时也会结伴旅行，寻找新的食物来源，一般来说这种团体由一个雌性和一个雄性组成。社交梳理在猩猩群体中比较少见。

### 交流方式
猩猩可以使用多种声音互相交流。雄性猩猩可以发出长叫喊，以此吸引雌性，并警告范围内的其他雄性。这些叫声可以分为三个部分：首先是咕哝声，然后在高潮时变为持续的脉冲，最后以泡泡声结束。无论是雄性还是雌性猩猩都会用一种低沉的声音来恐吓同类。当猩猩被激怒时，他们会用皱起的嘴唇吸吮空气，发出一种类似亲吻的滋滋声。猩猩母亲会通过喉咙发出的声音与自己的孩子交流。小猩猩在面临压力时会发出软软的类似鸟叫声。猩猩在筑巢时也会咂嘴或是咂舌头。
猩猩母亲和孩子之间也会使用一些肢体语言，例如招手、跺脚、伸出下嘴唇、晃动物体或者“表现”身体的某个部位。这些肢体语言能够传达诸如“接受某个东西”、“爬到我身上”、“爬到你身上”、“爬过去”、“走开”、“变化玩耍强度”、“继续玩耍”以及“快停下”这些意思。

### 发育繁殖

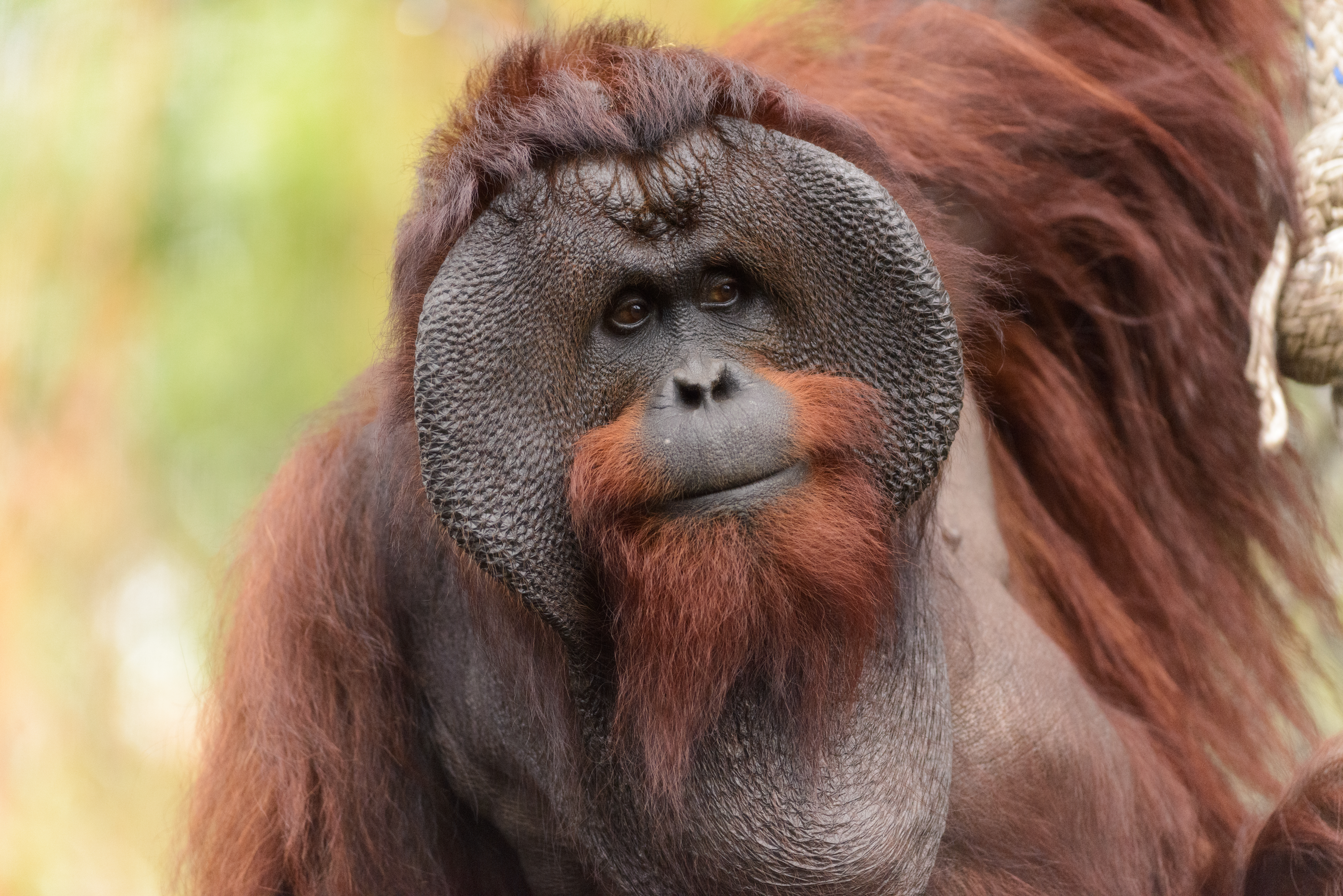
发育成熟的雄性猩猩

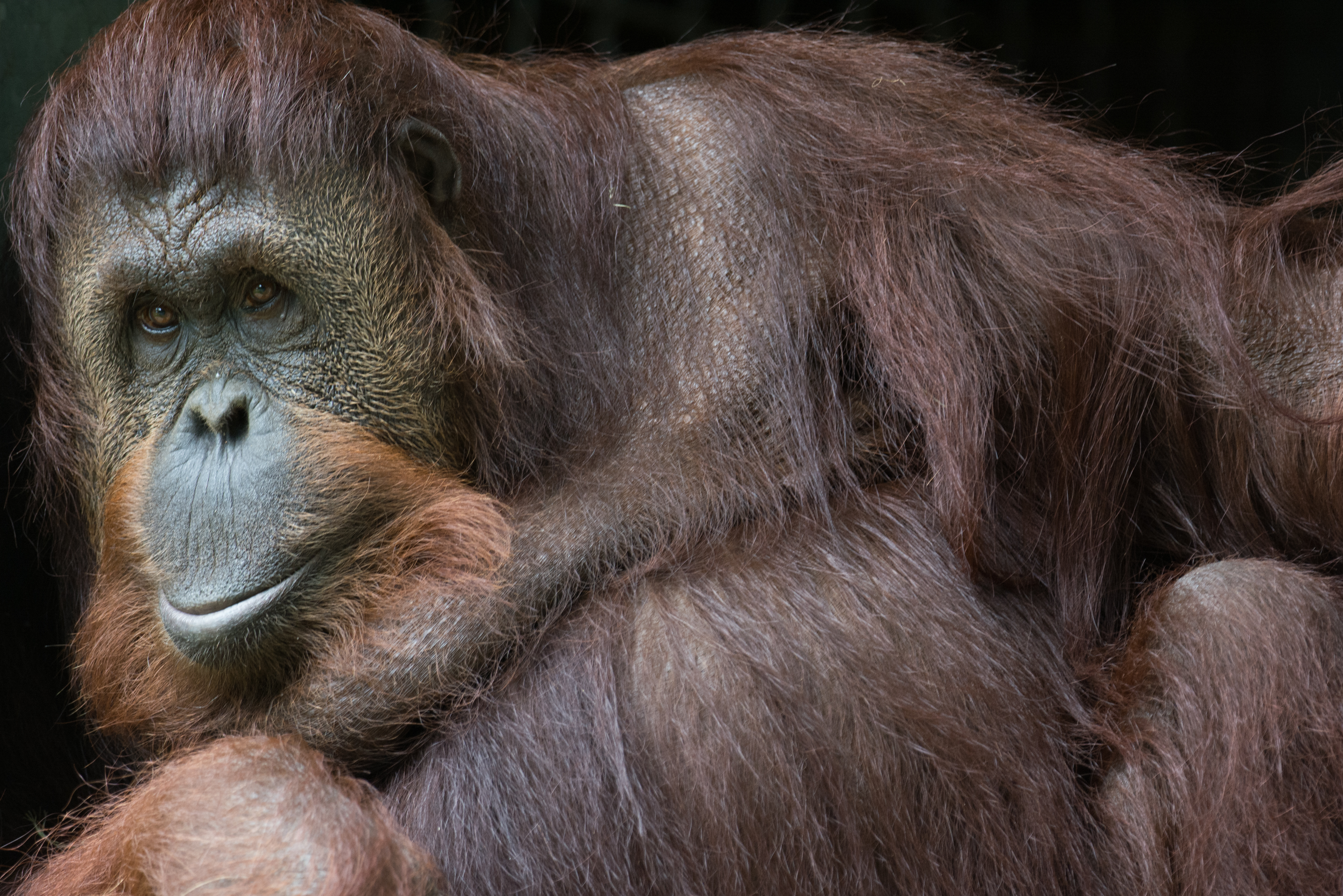
处于发育停滞状态的雄性猩猩

雄性猩猩在大约15岁时发育成熟。他们可能会暂时处于发育停滞的状态，没有发展出独特的脸颊、明显的喉囊、长毛发和长叫喊，直到他们有机会取代当前领地中的常驻雄猩猩。从停滞状态发展为成熟状态的进程很快，成熟状态的雄猩猩通过长叫喊吸引发情期的雌猩猩，同时或许也以此压制区域内其他年轻雄性的发展。
未发展的雄猩猩会四处寻找雌性猩猩，并强迫与之交配，这类行为在各哺乳类动物中反常的高。雌猩猩倾向于与成熟状态的雄猩猩交配，并寻求他们的保护。未在排卵期的雌性猩猩不会排斥与未发展的雄猩猩交配，因为受孕的几率很低。常驻雄性可能会在交配后与雌猩猩形成持续数天、数周或数月的配偶关系。猩猩的同性行为也曾有记录，既有依附互动也有进攻性的互动。
与其它种类猿猴的雌性个体不同，猩猩不会表现出性器官肿胀的现象来展示自己的生育力。雌性猩猩首次生育的年龄是15岁，随后她们的生育间隔大约是6到9年，这个时间在大型猿类里是最长的。猩猩的妊娠期大约持续9个月，新生儿重量为1.5到2千克。一般情况下一胎只有一个，双胞胎的情况很罕见。与其它猿类不同，雄猩猩不会杀婴，这或许是因为他们无法保证雌猩猩的下一个后代是与自己所生，因为在孩子死后，雌猩猩不会立即开始排卵。有证据显示，与6岁以下孩子生活的雌猩猩会刻意避免雄猩猩。
雌猩猩负责大部分的幼儿照顾工作，雄猩猩不会参与其中。雌猩猩通常还会有一个年龄稍大的孩子作为小帮手，帮助她的幼儿学会社会化。在出生后的最初两年，猩猩完全依赖母亲生活。雌猩猩会携带孩子旅行，为他们觅食，夜晚与他们睡在同一个巢穴。在刚出生的头四个月，小猩猩会一直依附在母亲的肚子上，几乎从不脱离身体联系。在随后的几个月，孩子与母亲相处的时间会逐渐减少。到了一岁半的时候，猩猩已经掌握了爬树技巧，他们会与同伴拉着手在树林间穿梭。两岁之后，小猩猩会开始偶尔的离开母亲生活。猩猩的青少年时期开始于6到7岁，此时他们会与年龄相仿的同伴独立生活，但仍会保持与母亲的联系。雌猩猩可能会照顾孩子直到8岁，这个时间比任何哺乳动物都长。通常情况下，无论是生活在野外的还是被囚禁的猩猩都能活到30岁。

### 建造巢穴

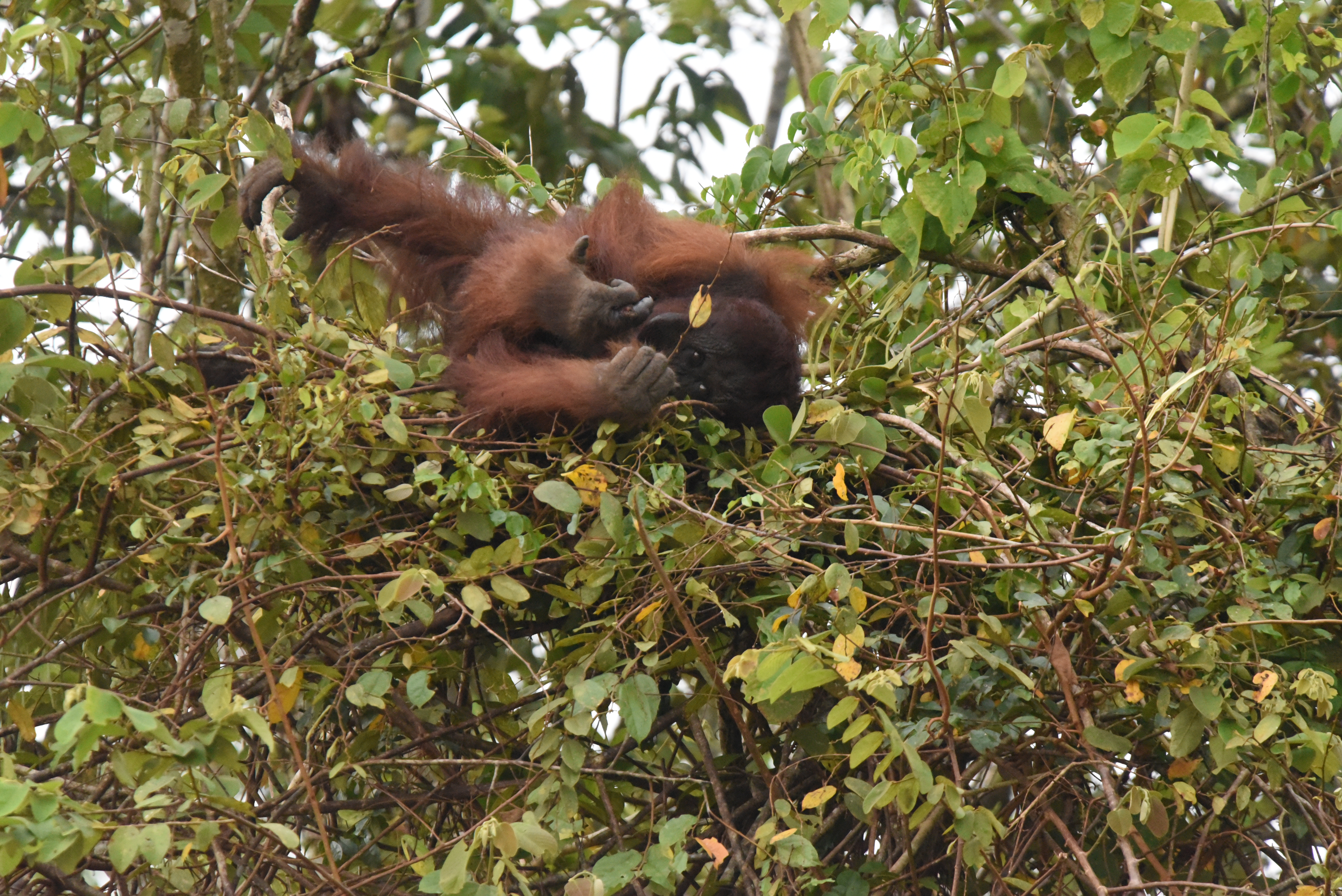
躺在巢穴里的猩猩

猩猩会分别为白天与夜晚制作不同的巢穴。这些巢穴被精心设计，年幼猩猩从母亲那里学到制作巢穴的技术。事实上，学习筑巢技术是小猩猩经常离开母亲生活的原因之一。从6个月大开始，猩猩就开始练习筑巢，到他们3岁时，筑巢的技术已经非常熟练了。
夜晚巢穴的制作需要一系列的步骤。首先需要选择一颗合适的树木，猩猩对居住的树木很挑剔，尽管许多树种都可以被用于筑巢。猩猩把树枝拉到一起，并在某些位置将它们连接到一起。一旦底座成形，猩猩会将一些比较细，带有叶片的柔软枝条铺到上面，这就是他们的“床垫”。然后，猩猩会站起来，把表面的树枝尖端编入床垫之中。编织可以增加巢穴的稳定性，这是筑巢的最后一步。猩猩可能也会往其中加入额外的装饰物，例如“枕头”、“毯子”、“屋顶”或是“双层床垫”。

## 智力
猩猩是智力最高的物种之一。实验证明，猩猩可以追寻可见或隐藏的物体位置。亚特兰大动物园为两只苏门答腊猩猩提供了一台触屏电脑，它们可以在上面玩游戏。2008年，莱比锡动物园对两只猩猩的研究表明，它们可以"计算互惠"，即权衡礼物交换的成本与收益，并在一段时间内追踪这些信息。猩猩是第一个被观察到拥有此能力的非人类物种。
在一项1997年的研究中，两只饲养环境下的成年猩猩成功完成了合作拉动实验。两只事前没有经过训练的猩猩在首轮实验中就合作将远处的食物拉到自己身边，在随后的30次实验中，猩猩们学会了更多合作技巧，效率和成功率也明显提高。有成年猩猩被记录通过了镜子测试，也即它们具有自我意识。2岁的幼年猩猩没有通过镜子测试。
野外研究发现，成熟雄猩猩会提前计划它们的行动，并告知周围的其它个体。其它研究也表明，猩猩可以交流当下并不存在的事物（语言学中的移位性），母猩猩在感觉到威胁时保持沉默，而当威胁过去，母猩猩会向其后代发出警报声，让他们理解危险。猩猩和其它大型猿类有时会展示出类似笑声的声音信号，例如吹口哨、追逐和挠痒痒。这表明笑声或许起源于灵长类的共同祖先，并在人类起源之前就得到了演化发展。科学家还发现猩猩可以自主控制声带的振荡，这个功能对于人类的口头语言至关重要，它帮助人类学习和模仿新的声音。美国国家动物园的猩猩邦妮（Bonnie）在听到饲养员的声音时会吹口哨，它似乎并不关心吹口哨会不会得到食物奖励。

### 工具使用

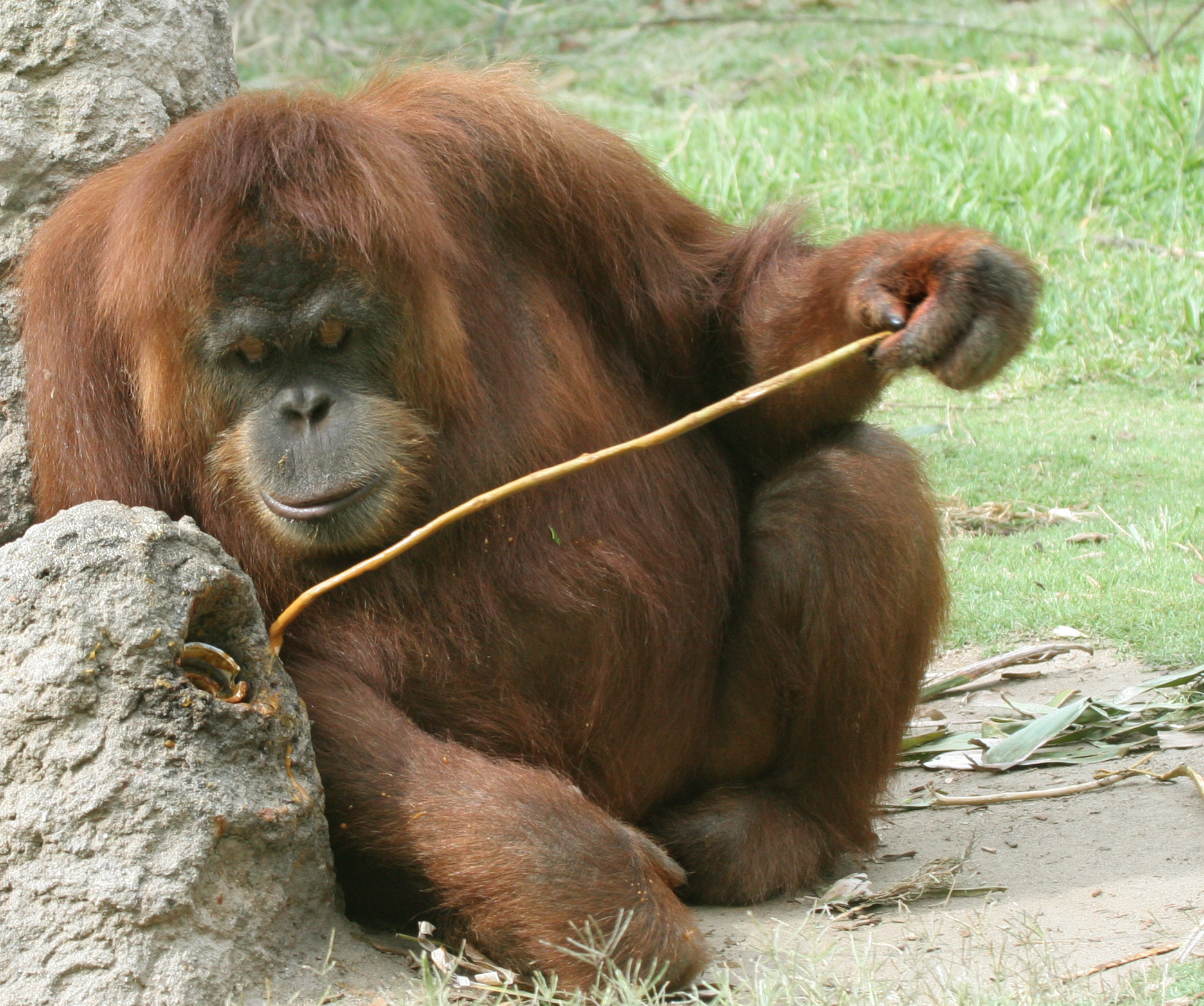
猩猩使用工具获取食物

灵长类学家碧露蒂·高蒂卡丝在曾被人工饲养的红毛猩猩中观察到它们使用工具的情况。据记录，Suaq Balimbing（一个位于苏门答腊的猩猩监测站）的红毛猩猩开发了一套用于觅食的工具，其中包括在树洞中使用的昆虫提取棒和在硬壳果实中使用的种子提取棒。猩猩根据手头的任务来调整它们的工具，它们喜欢用嘴操作工具。在对饲养状态猩猩的研究中也发现了这种偏好。猩猩会用棍子戳鲶鱼，这样惊慌失措的猎物就会从池塘里跳出来，落到猩猩的手中。猩猩还会保存工具以备将来使用。猩猩似乎掌握了一些建筑相关的技术知识，它们利用这些知识建造巢穴，并选择那些可以支撑其体重的树枝。
灵长类学家 Carel P. van Schaik 和生物人类学家 Cheryl D. Knott 进一步调查了不同野生猩猩种群的工具使用情况。他们比较了工具使用的地理变化，与其它地区的野生猩猩相比，他们发现 Suaq Balimbing 的猩猩更偏向于使用提取昆虫和种子的工具。科学家们认为这些差异是文化上的，因为它们与栖息地没有关系。生活在 Suaq Balimbing 的猩猩群体更加密集，具有较高的社会容忍度，这为文化在社会中的传播创造了良好的条件。此外，对于婆罗洲 Kaja 岛猩猩的搬运树叶行为的研究也支持了上述观点，也即社会化程度与文化的传播相关。
据报道，婆罗洲 Tuanan 地区的野生猩猩会在声音交流中使用工具。猩猩用树叶来放大自己的声音，它们可能借此让听者以为这是体型更大的动物发出的声音。2003年，来自六个不同的猩猩野外研究基地的科学家使用相同的行为范式比较了各个基地中猩猩的行为。他们发现每个猩猩群体都使用不同的工具。证据表明这些工具的差异是文化性的：首先，差异的程度随着距离的增加而增加，这表现出文化的扩散行为；其次，猩猩的文化种类的规模随着群体内社会接触的数量而增加，这表明社会接触促进了文化的传播。

### 人格权利
2008年6月，西班牙成为世界上首个承认部分猿类（除人类以外）权利的国家，当时其议会的跨党派环境委员会敦促该国遵守大猿项目的建议，即黑猩猩、倭黑猩猩、猩猩和大猩猩不得用于动物实验。2014年12月，阿根廷一家法院裁定，布宜诺斯艾利斯动物园的一只名为桑德拉（Sandra）的猩猩必须被转移到位于巴西的一个保护区内，以为其提供“部分或有控制的自由”。像阿根廷大猿项目这样的动物权利团体认为，该裁决可被解释为适用于所有被囚禁的物种，而阿根廷联邦刑事法庭的法律专家认为该裁决只适用于除人类外的人科动物。

## 保育
猩猩的生育策略都是採取子代數目少，但撫養期間很長的策略：怀孕期约233～263天，大概要六到七歲左右才能漸漸獨立生活。通常是雌性負責照顧後代，雄性大多獨立行動。因為生育期如此漫長，整體的生育率顯得很低，再加上棲息地被破壞，獵人的捕捉，許多猩猩面臨瀕臨絕種的危險。猩猩的数量在过去一百年明显减少了91％，现今生存在婆羅洲的猩猩已剩大约五万五千只。

### 生存现状

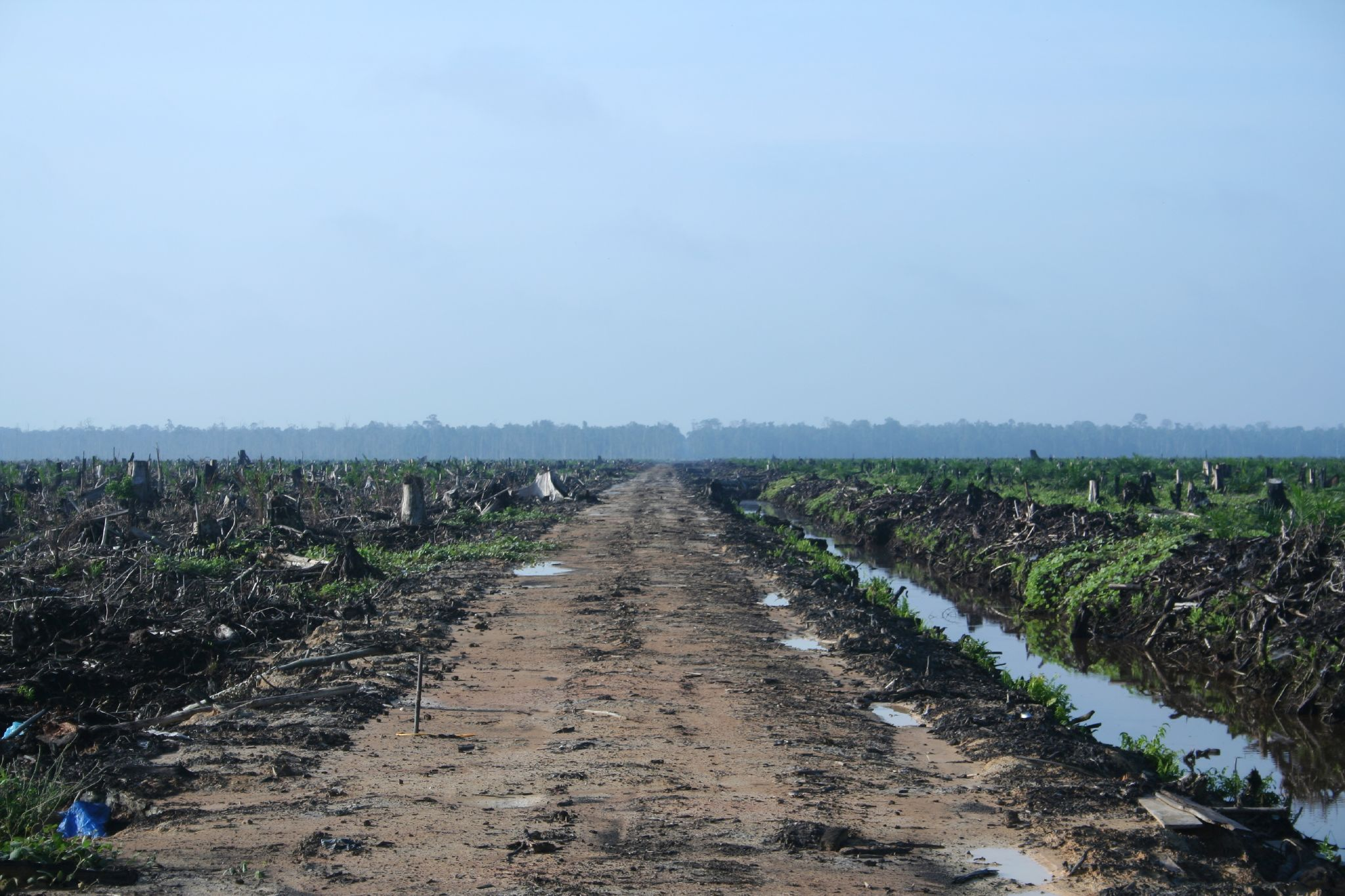
印度尼西亚砍伐了大量森林以建造棕榈树种植园

依据 IUCN 的哺乳类濒危物种红色名录，猩猩的所有三个种都处于濒危状态。马来西亚和印度尼西亚的法律保护他们不被捕捉、伤害或者杀害。他们也被收录于 CITES 的附录中，根据国际法，猩猩不得被无证交易。如今婆罗洲猩猩的分布非常零散，他们已经从岛屿的大部分区域，包括东南部分绝迹，最大的遗留种群位于萨班高河附近，但此处的环境也处于威胁中。苏门答腊猩猩只在苏门答腊的北部发现，他们中的大多数都居住在 Leuser 生态系统中。打巴奴里猩猩只在苏门答腊的 Batang Toru 森林中被发现。
早在1971年碧露蒂·高蒂卡丝刚开始研究猩猩时，她就注意到猩猩族群已经受到森林砍伐的严重威胁。在21世纪早期，由于伐木、森林火灾和道路的阻碍，猩猩的栖息地迅速减少。因为国际上对棕榈油的需求非常旺盛，大量原本是猩猩栖息地的森林被砍伐，并被改造为棕榈树种植园。此外，偷猎也是个主要的威胁，猩猩会被用作非法的宠物交易。在印尼婆罗洲的某些地区，猩猩有可能会被人猎杀，制作成丛林肉，而他们的骨头也会秘密的在地下市场出售。当地人和猩猩之间的冲突有时也是一个威胁因素。失去栖息地的猩猩可能会进入农田，并最终被农民杀害。当地人杀害猩猩的原因可能是为了获取食物，或者仅仅是由于害怕而自卫。人们杀害雌猩猩以夺取她们的孩子，并将其作为宠物交易，由于缺少母亲的照顾，这些年幼的猩猩很有可能会死亡。自从2012年来，印尼当局在猩猩信息中心的帮助下没收了114只非法交易的猩猩，其中39只被当作宠物。
根据2000到2003年进行的估算，大约有7300只苏门答腊猩猩和大约45000到69000只婆罗洲猩猩仍在野外生活。根据2016年的一项研究估算，大约有14613只苏门答腊猩猩仍在野外活动，这个数目比先前的估计翻了一倍。对打巴奴里猩猩数目的估算要少于800只，这使他们成了最濒危的大型猿类。下面的表格显示了这项研究以及另外一项在2017年进行的研究估算的猩猩及其亚种数目。
| 学名                | 常用名         | 分布区域               | 估计数量    |
| ------------------- | -------------- | ---------------------- | ----------- |
| Pongo abelii        | 苏门答腊猩猩   | 苏门答腊               | 14,613      |
| Pongo tapanuliensis | 打巴奴里猩猩   | 苏门答腊（多巴湖区域） | <800        |
| Pongo pygmaeus      | 婆罗洲猩猩     | 婆罗洲                 |             |
| P. p. morio         | 东北婆罗洲猩猩 | 沙巴（马来西亚）       | 11,017      |
| P. p. morio         | 东北婆罗洲猩猩 | 加里曼丹东部           | 4,825       |
| P. p. wurmbii       | 中部婆罗洲猩猩 | 加里曼丹中部           | >34,975     |
| P. p. pygmaeus      | 西北婆罗洲猩猩 | 加里曼丹西部           | 2,000–2,500 |
| P. p. pygmaeus      | 西北婆罗洲猩猩 | 砂拉越（马来西亚）     | 1,143–1,761 |

### 保护组织

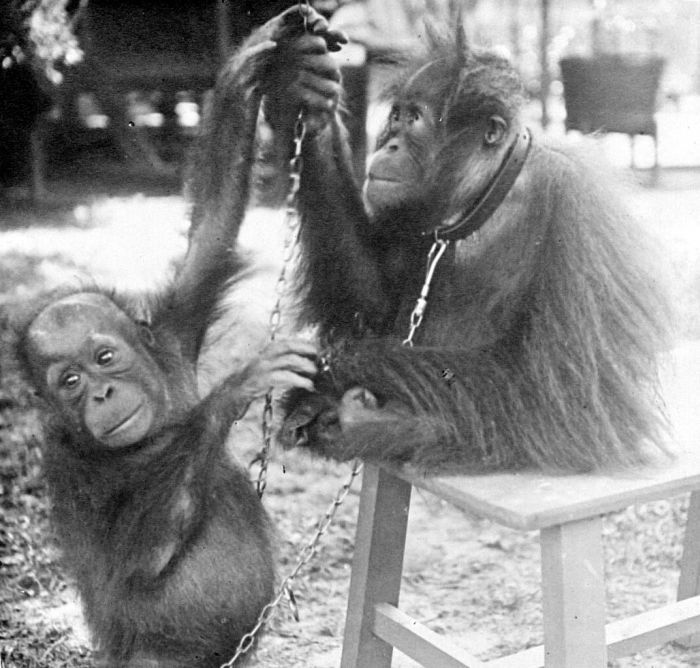
被非法囚禁作为宠物的猩猩

有许多组织致力于猩猩的救助、放归和再引入。其中规模最大的组织是由环保主义者威利·史密茨创建的婆罗洲猩猩救助基金会（BOS），它负责运营诸如由环保主义者隆·德罗舍尔·尼尔森创建的 Nyaru Menteng 再引入计划这类项目。2003年，一只雌性猩猩从加里曼丹中部 Kareng Pangi 的一家乡村妓院中获救，猩猩被剃光并用链子锁住以进行性行为，自从获救之后，这只名叫 Pony 的猩猩就一直在 BOS 生活。2017年5月，BOS解救了一只被囚禁的白化猩猩。这只猩猩被关在印尼婆罗洲加里曼丹岛上的一个名叫 Kapuas Hulu 的偏远村庄，根据为BOS工作的志愿者说，白化猩猩极其稀有（万分之一），这只白化猩猩是该组织创立25年来见到的第一只。
位于印尼的其它主要猩猩保育组织还包括丹绒普亭国家公园、萨班高国家公园、帕农山国家公园、武吉巴卡─武吉拉雅国家公园、勒塞尔火山国家公园以及位于苏门答腊的 Bukit Lawang 村。在马来西亚，主要的猩猩保育组织有位于砂拉越的实蒙古野生动物保育中心、马当野生动物保护中心，以及位于沙巴的思必洛红毛猩猩护育中心。在猩猩的原生国家外，主要保育组织还有法兰克福动物学会、碧露蒂·高蒂卡丝创立的猩猩国际基金会、澳洲猩猩项目。类似猩猩土地信托这类组织致力于棕榈油产业方面的工作，促进该产业对可持续性的关注，建立属于猩猩的保留地。

## 文化影响
数千年来，生活在苏门答腊和婆罗洲的人们都了解猩猩的存在。虽然有些社区会猎杀它们获取食物或是用做装饰，但其他社区对这种做法有所禁忌。在婆罗洲中部，一些传统的民间信仰认为看到猩猩的脸会为他们带来厄运。一些民间传说涉及猩猩与人交配，或是绑架人类的行为，甚至还有猎人被雌性猩猩勾引的故事。 
欧洲人在17世纪首次发现猩猩。19世纪，位于婆罗洲的猩猩遭到探险者的大量猎杀。荷兰解剖学家帕图斯·坎博最先对猩猩进行了科学描述，并解剖了一些相关标本。坎博误以为成熟/未成熟状态的雄性猩猩是不同的物种，这种误解直到他死后才被纠正。
在碧露蒂·高蒂卡丝之前，人们对猩猩的行为知之甚少，她成为了猩猩研究方面的权威。1971年高蒂卡丝首次来到婆罗洲，她居住于丹绒普亭国家公园一个被称为利基的营地。在接下来的四年里，她研究猩猩并为加州大学洛杉矶分校撰写她的博士论文。高蒂卡丝是雨林栖息地保护行动的倡导者，她警告人们雨林正在伐木、棕榈种植园、淘金和非自然森林火灾的破坏下迅速减少。高蒂卡丝与戴安·弗西、珍·古道尔一起被尊为灵长类女中三杰，或称李奇的三位天使（Leakey's Angels），其称呼来源于路易斯·李奇。

### 虚构作品

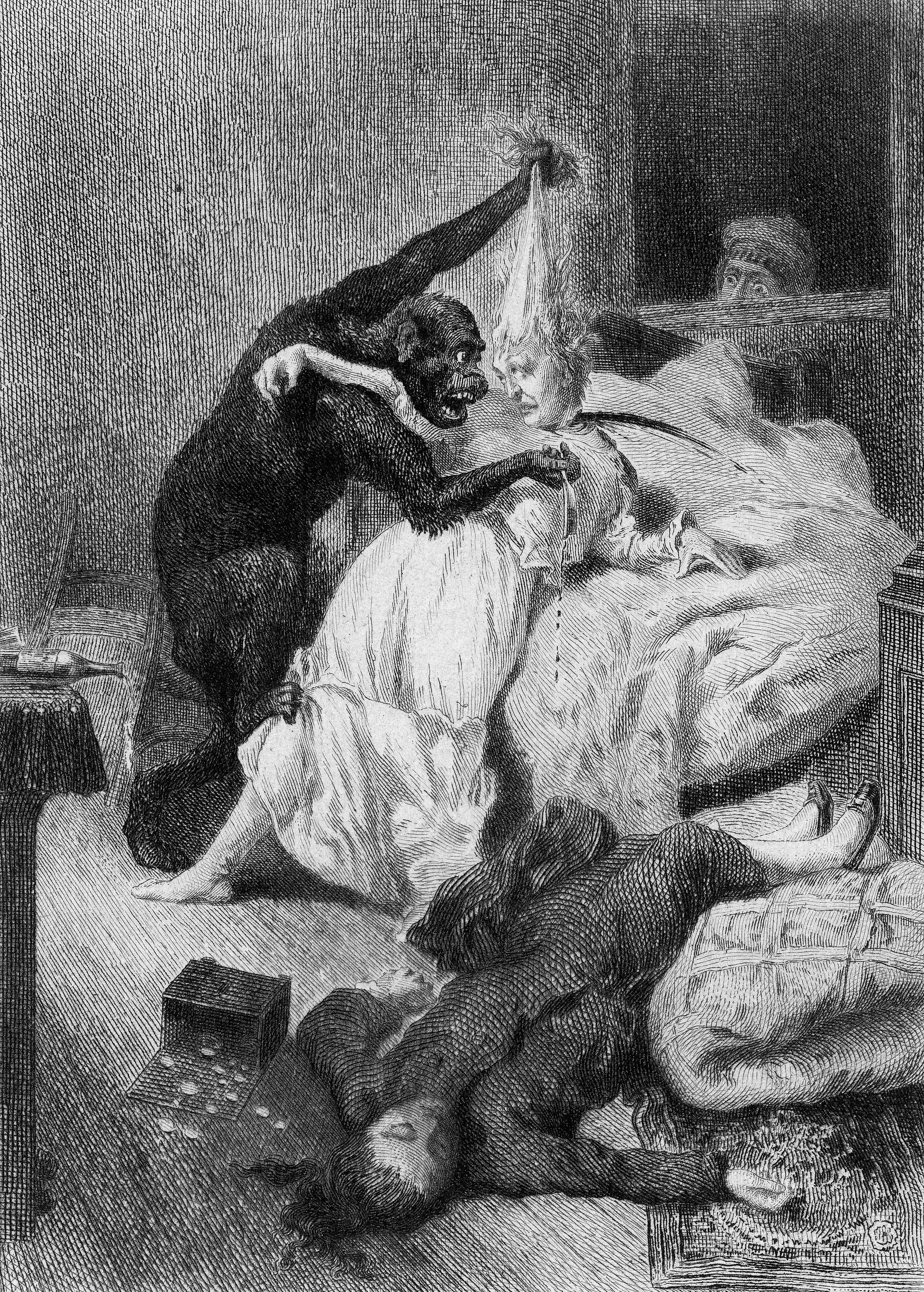
丹尼尔·维尔格为爱伦坡的短篇小说《莫尔格街凶杀案》所作的插画。

猩猩的形象在18世纪首次出现于西方的小说，它们多被用于讽刺人类社会。1772年，一个化名为 A. Ardra 的人出版了《自然之钟（Tintinnabulum naturae）》，他声称自己是猩猩混血儿，是“森林中的形而上学家”。一个半世纪后，另一部名为《猩猩》的匿名者作品以一只生活在美国的纯种猩猩为叙述视角，内容为它写给居住在爪哇岛的朋友的信件，在书中它批评了当时波士顿的社会状况。
1817年由托马斯·拉夫·皮科克出版的小说《梅林库尔》以 Oran Haut Ton 先生（也即猩猩英文名orangutan的拆分）为主角，他进入英国社会，并成为了国会议员候选人。小说讽刺了当时英国社会的阶级与政治体系，Oran 先生作为“野人”所具备的诚实、可靠与人类社会中那些作为“文明人”表现出的懦弱、贪婪、愚蠢和不公正形成了鲜明的对比。在弗兰克·康斯特出版于1895年的小说《智力的诅咒》中，主角鲁本前往婆罗洲捕捉并训练猩猩，以了解“像这样的野兽对人类的看法”。在彼埃尔·布勒的《人猿星球》及其衍生作品中，猩猩占据着十分重要的地位，它在书中被描绘为官僚的形象，例如其中的科学部长扎伊斯博士。
有时猩猩也被描绘为犯罪者，其中最出名的是沃尔特·司各特的《巴黎罗伯特伯爵》以及爱伦坡的短篇小说《莫尔格街凶杀案》，在爱伦坡的这篇小说中，猩猩接受人类的训练执行谋杀。迪士尼1967年的电影《丛林奇谭》改编自同名小说，在电影中增加了一只名为路易国王的猩猩引诱莫格利放火的片段。1986年的恐怖片《灵猩》描绘了一只极其聪明的猩猩，它担任一位教授的助手，但却隐藏着不可告人的邪恶意图。

### 圈养

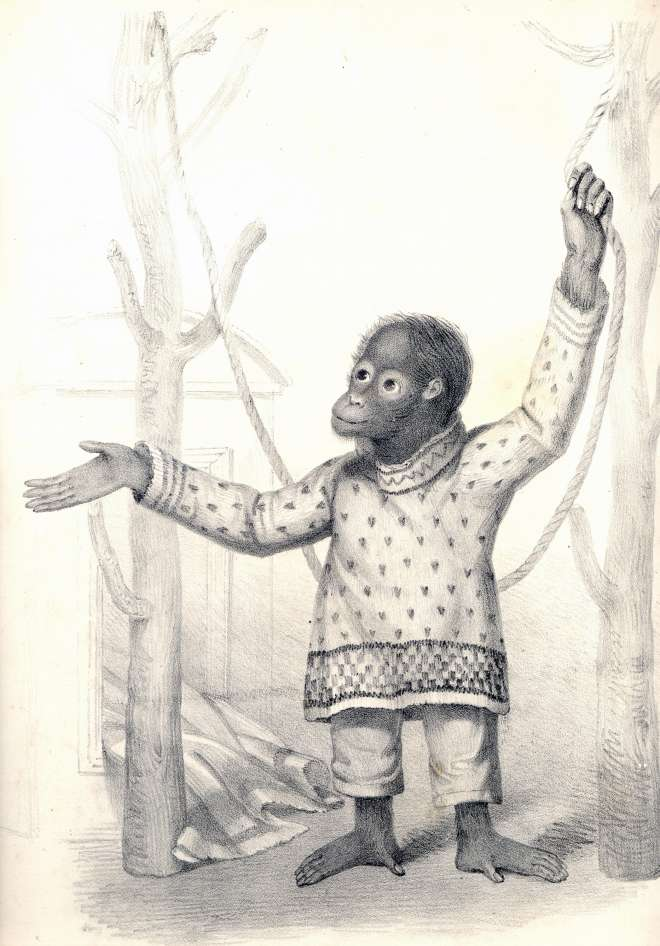
幼年雌猩猩珍妮（猩猩）（1834 – 1839，伦敦动物园）

人们从19世纪初开始圈养猩猩。1817年，伦敦埃克塞特交易所圈养了一只猩猩。根据记录，除了一只狗之外，这只猩猩避开了所有其它动物的陪伴，似乎它更喜欢人类的陪伴。它偶尔会身穿长袍、头戴帽子乘坐马车，甚至被允许在一家旅店里享用茶点，它的礼貌行为给店主留下了深刻印象。它还因与查尔斯·达尔文的会面而闻名，达尔文认为它的举止类似人类幼童。
动物园和马戏团有时会训练猩猩和其它一些类人猿，教会它们各种类似人类的举止和表演技巧。著名的猩猩“演员”包括德国蒂尔帕克·哈根贝克动物园的雅各布和罗莎，以及圣地亚哥动物园的吉格斯。动物权利组织反对这类行为，认为这是对猩猩的虐待。从20世纪60年代开始，动物园开始更多关注自然知识的教育与普及，猩猩的生活环境得到了优化，使其表现出更多自然状态下的行为。
圣地亚哥动物园的红毛猩猩肯·艾伦因其在20世纪80年代多次“越狱”而闻名世界。他被昵称为 "多毛的哈利·胡迪尼"，它拥有大量的粉丝，许多T恤、贴纸都以它为主题，甚至还有一首歌曲名为《肯·艾伦之歌》。高蒂卡丝曾报告说，她的厨师被一只圈养的雄性猩猩性侵，这或许是因为圈养状态下的猩猩扭曲了其物种身份，因为在自然环境中，强迫交配是低等级雄性猩猩的常用策略。

### 古籍
《禮記·曲禮上》：“鸚鵡能言，不離飛鳥。猩猩能言，不離禽獸。今人而無禮，雖能言，不亦禽獸之心乎。”
《爾雅‧釋獸》將猩猩列於蒙頌、猱蝯、玃父、威夷、麔麚、贙、豦、蜼之後，又說：“猩猩小而好啼。”
《山海經·南山經》說：「招搖之山有獸焉，其狀如禺而白耳，伏行人走，其名曰狌狌。食之善走。」
《呂氏春秋．本味》則說：“肉之美者，猩猩之唇、獾獾之炙、雋觾之翠、述蕩之掔、髦象之約。”
《水經注》說交趾平道縣：“縣有猩猩獸，形若黃狗，又似狟豚，人面頭顏端正。善與人言，音聲麗妙如婦人好女，對語交言，聞之無不酸楚。其肉甘美，可以斷榖，窮年不厭。”

### 一般信息
- Primate Info Net Pongo Factsheet （页面存档备份，存于）
- Information from Grungy Ape on the difference between the two Orang-utan species （页面存档备份，存于）
- OrionSociety.org - 'Does an orangutan find Freedom in the Gift of Words? Do We?'
- Orang utan language project （页面存档备份，存于）
- Facial Expression & Vocalizations （页面存档备份，存于）
- Dr. Francine Neago （页面存档备份，存于） Directed world's first orangutan language study.
- 猩猩 （页面存档备份，存于） - 台灣Word

### 相片及录像
- Sepilok Orangutan Rehabilitation Center Photos - Photos from a rehabilitation center in Borneo, Malaysia
- ARKive - images and movies of the Bornean orang-utan (Pongo pygmaeus)
- ARKive - images and movies of the Sumatran orang-utan (Pongo abelii)
- Orangutan Rehabilitation Center in Sepilok, Sandakan （页面存档备份，存于） - Photos and videos of the oldest Orangutan Rehabilitation Center in the world
- Video of young orangutans being cared for at Nyaru Menteng, Kalimatan （页面存档备份，存于）

Template:Hominidae nav
Template:Authority control
#invoke:Taxonbar